# 西勢路 (豐原區)
西勢路為臺灣臺中市豐原區聯外台中市區重要道路之一，全路段位於豐原區境內，人潮來往的小型商圈亦於該路上。大致呈東北—西南向，東起圓環南路，西南接神岡區承德路；是豐原區與台中市區往來平面道路，也是豐原區重要的連外道路之一，全長約1.5公里。

## 車道數
- 成功路以東：雙向一車道
- 成功路－豐原大道一段：雙向二車道
- 豐原大道一段以西：雙向四車道及機慢車道，設置中央綠化安全島

## 本道路客運
| 編號           | 業者                       | 路線名稱             | 行駛區間                  | 備註                 |
| 12             | 台中客運 豐原客運 全航客運 | 明德高中－豐原高中   | 神岡區承德路-豐原大道一段 | 實際訖站為豐原鎮清宮 |
| 63             | 統聯客運 豐原客運          | 豐原東站－臺中榮總   | 豐原區成功路-神岡區承德路 | 不經社口             |
| 700 （無設站） | 台中客運 全航客運          | 豐原高中－明德高中   | 豐原大道一段-神岡區承德路 | 無設站               |
| 701            | 中台灣客運                 | 翁子國小－新建國市場 | 豐原區成功路-神岡區承德路 |                      |

## 沿線設施
（由東北至西南）
（往東連接中興路、往南或北接圓環南路）
- 圓環南路／豐原區中興路
- 全聯福利中心成功店

豐原區成功路
- 臺中市豐原區合作國民小學

豐原大道一段
- 東龍工業股份有限公司
- 臺中市私立愛兒堡幼兒園

豐栗路／三社東路
（往南續接神岡區承德路）